# Ptilodactyla carinata
Ptilodactyla carinata är en skalbaggsart som beskrevs av Johnson och Freytag 1978. Ptilodactyla carinata ingår i släktet Ptilodactyla och familjen Ptilodactylidae. Inga underarter finns listade i Catalogue of Life.